# Sarcophyton (koralen)
Sarcophyton is een geslacht in de familie der lederkoralen (Alcyoniidae) in de orde der zachte koralen (Alcyonacea). 

## Beschrijving
Deze zachte koralen hebben een taai-vlezige structuur. De kolonies kunnen 1 meter breed worden. Het zijn dierkoloniën die uit vele poliepen bestaan.

## Verspreiding en leefgebied
Deze koralen komen voor in de warme delen van de Grote- en Stille Oceaan.

## Soorten
- Sarcophyton acutum
- Sarcophyton auritum
- Sarcophyton birkelandi
- Sarcophyton boettgeri
- Sarcophyton boletiforme
- Sarcophyton buitendijki
- Sarcophyton cherbonnieri
- Sarcophyton cinereum
- Sarcophyton cinereum
- Sarcophyton contortum
- Sarcophyton cornispiculatum
- Sarcophyton crassocaule
- Sarcophyton crassum
- Sarcophyton digitatum
- Sarcophyton ehrenbergi
- Sarcophyton elegans
- Sarcophyton expandum
- Sarcophyton flexuosum
- Sarcophyton furcatum
- Sarcophyton gemmatum
- Sarcophyton glaucum
- Sarcophyton griffini
- Sarcophyton infundibuliforme
- Sarcophyton latum
- Sarcophyton mililatensis
- Sarcophyton nanwanensis
- Sarcophyton nigrum
- Sarcophyton pauciplicatum
- Sarcophyton portentosum
- Sarcophyton proprium
- Sarcophyton pulchellum
- Sarcophyton regulare
- Sarcophyton roseum
- Sarcophyton roseum
- Sarcophyton serenei
- Sarcophyton solidum
- Sarcophyton spinospiculatum
- Sarcophyton spongiosum
- Sarcophyton stellatum
- Sarcophyton stolidotum
- Sarcophyton subviride
- Sarcophyton tenuispiculatum
- Sarcophyton tortuosum
- Sarcophyton trocheliophorum
- Sarcophyton turschi

## Referentie
- www.catalogueoflife.org